# تشقازرد تشوبانكارة (مقاطعة إسلام آباد غرب)
تشقازرد تشوبانكارة (بالفارسية: چقازرد چوپانکاره) هي قرية تقع في قسم حومة الشمالي الريفي (مقاطعة إسلام آباد غرب) في إيران. يقدر عدد سكانها بـ 844 نسمة بحسب إحصاء 2016.